# Can Molins (Sant Esteve de Palautordera)
Can Molins és una casa al nucli de Sant Esteve de Palautordera (al Vallès Oriental), una de les més antigues, situada darrere l'església. No se sap la data de construcció però sí la de la restauració, l'any 1600. D'antic no hi queda res més que les parets, la porta i les finestres. En els murs, fets de pedra i fang, es pot veure que hi ha molts adobs de diferents èpoques.

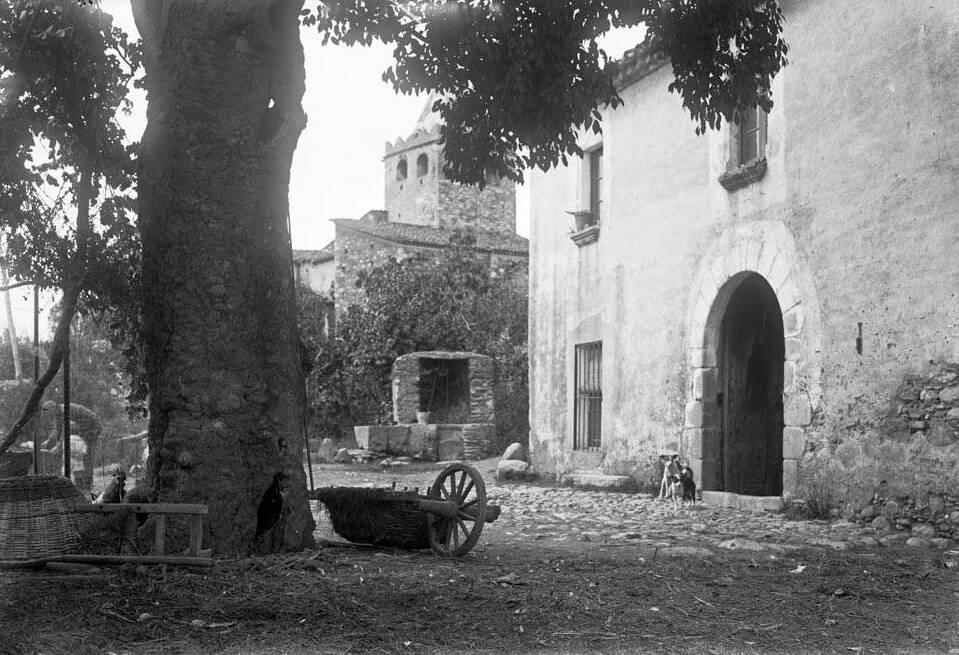
Can Molins en una fotografia de Josep M. Armengol i Bas datada entre 1915 i 1925

Es tracta d'un edifici de planta rectangular format per planta baixa i pis. La coberta va de nord a sud i la vessant baixa inclinada sobre la façana. Té les finestres petites i de pedra picada fent un dibuix senzill. La llinda de la porta d'entrada és de pedra de granit picada, fent un arc de mig punt. Els murs estan fets amb pedra de la Tordera i fang. Hi manquen les golfes. Té un corral a la dreta de la cuina i menjador a l'esquerra, i una gran entrada.